# Alter Markt 15 (Stralsund)
Das Haus mit der postalischen Adresse Alter Markt 15 ist ein denkmalgeschütztes Gebäude im Stadtgebiet Altstadt der Stadt Stralsund am Alten Markt.

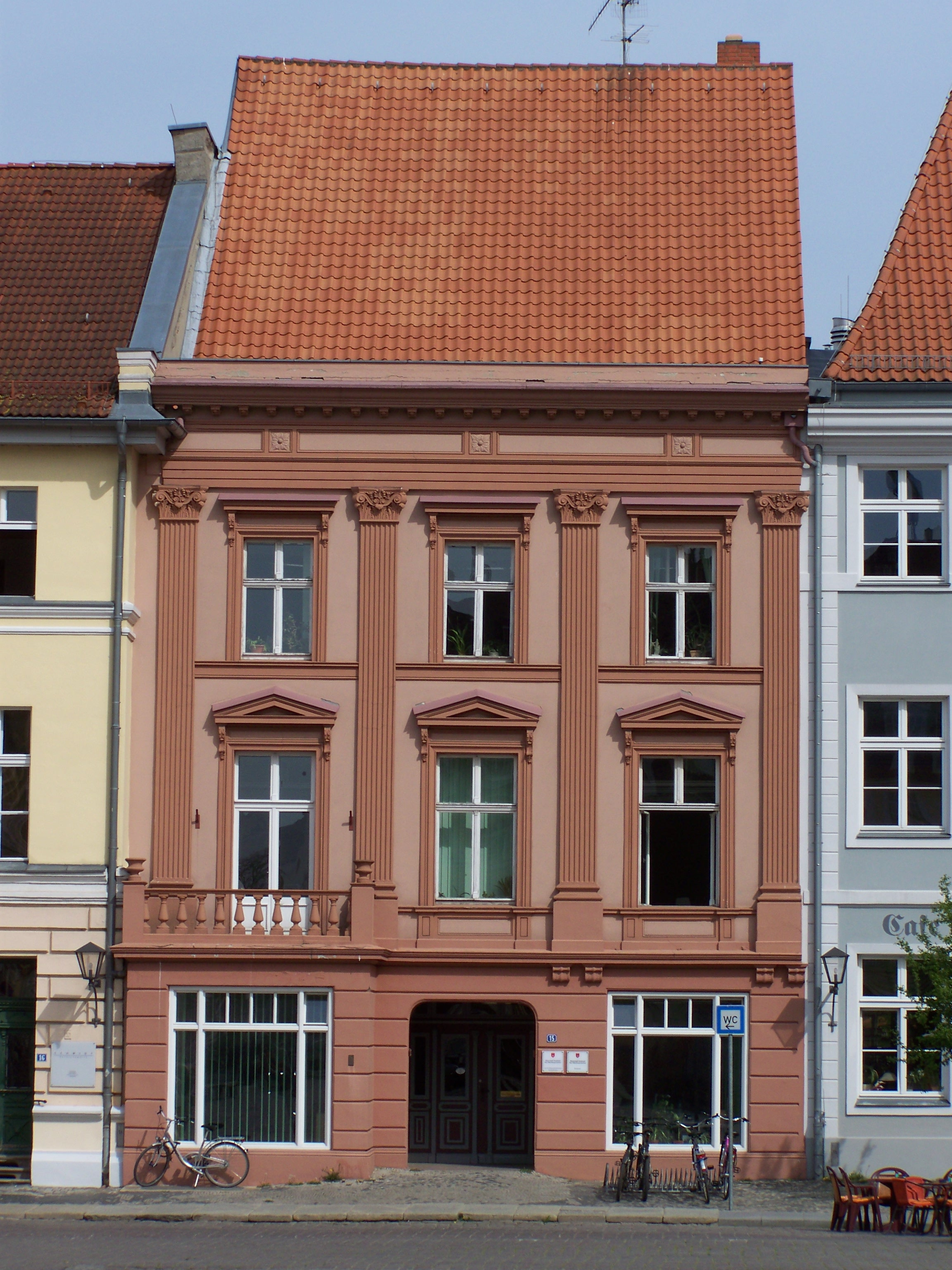
Das Haus Alter Markt 15 in Stralsund (2009)

Im Kern stammt das Gebäude wahrscheinlich aus dem 17./18. Jahrhundert. Ungefähr im zweiten Viertel des 19. Jahrhunderts wurde die Fassade des Hauses neu gestaltet, dabei erhielten beide Obergeschosse eine Gliederung mit Kolossalpilastern und Fensterverdachungen. Die Fassade im Erdgeschoss wurde am Anfang des 20. Jahrhunderts überarbeitet und verändert.
Das traufständige Gebäude ist dreigeschossig ausgeführt.
Das Haus liegt im Kerngebiet des von der UNESCO als Weltkulturerbe anerkannten Stadtgebietes des Kulturgutes „Historische Altstädte Stralsund und Wismar“. In die Liste der Baudenkmale in Stralsund ist es mit der Nummer 16 eingetragen.